# Gladde wolsteelparasolzwam
Het gladde wolsteelparasolzwam (Lepiota oreadiformis) is een schimmel behorend tot de familie Agaricaceae. Hij leeft saprotroof op redelijk schrale, zandige, lemige bodems, in graslanden of grazige stukken in duinen, bermen en op dijken.

## Kenmerken

### Uiterlijke merken
Hoed
De hoed heeft een diameter van 2-6 cm. De vorm is aanvankelijk halfbolvormig, daarna vlak-convex met een brede umbo. Het oppervlak is licht okerbruin, donkerder in het midden van de hoed en geleidelijk vervagend naar de rand. De hoedrand heeft afhangende, vlokkige resten van het hoed.
Lamellen
De lamellen staan vrij en zijn wit tot beige van kleur.
Steel
De steel is 3-7 cm lan en 0,3-0,7 cm dik. De vorm is cilindrisch, iets verdikt aan de basis. De steel is vezelachtig of vlokkig oppervlak, bedekt met dezelfde fibrillen als op de hoed. Het heeft een wollige ringvormige zone.
Vlees
Het vlees is dun, wit tot crème van kleur. Geen duidelijke smaak of geur.
Sporenprint
De sporenprint is wit.

### Microscopische kenmerken
De sporen zijn ellipsvormig of spoelvormig, amyloïde en meten 10–16 × 4,5–6,5 μm. De cheilocystidia zijn knotsvormig.

## Verspreiding
De gladde wolsteelparasolzwam is komt voor in Europese landen en in de staat Kansas in de VS. In Nederland komt hij matig algemeen voor. Hij staat op de rode lijst in de categorie 'Kwetsbaar'.

## Ecologie
Hij leeft saprotroof. Vruchtlichamen groeien op de grond in loofbossen, vooral onder haagbeuken, naaldbossen tussen heide, maar ook aan de randen van bossen en op open plekken. Ze verschijnen van juli tot oktober.

## Foto's

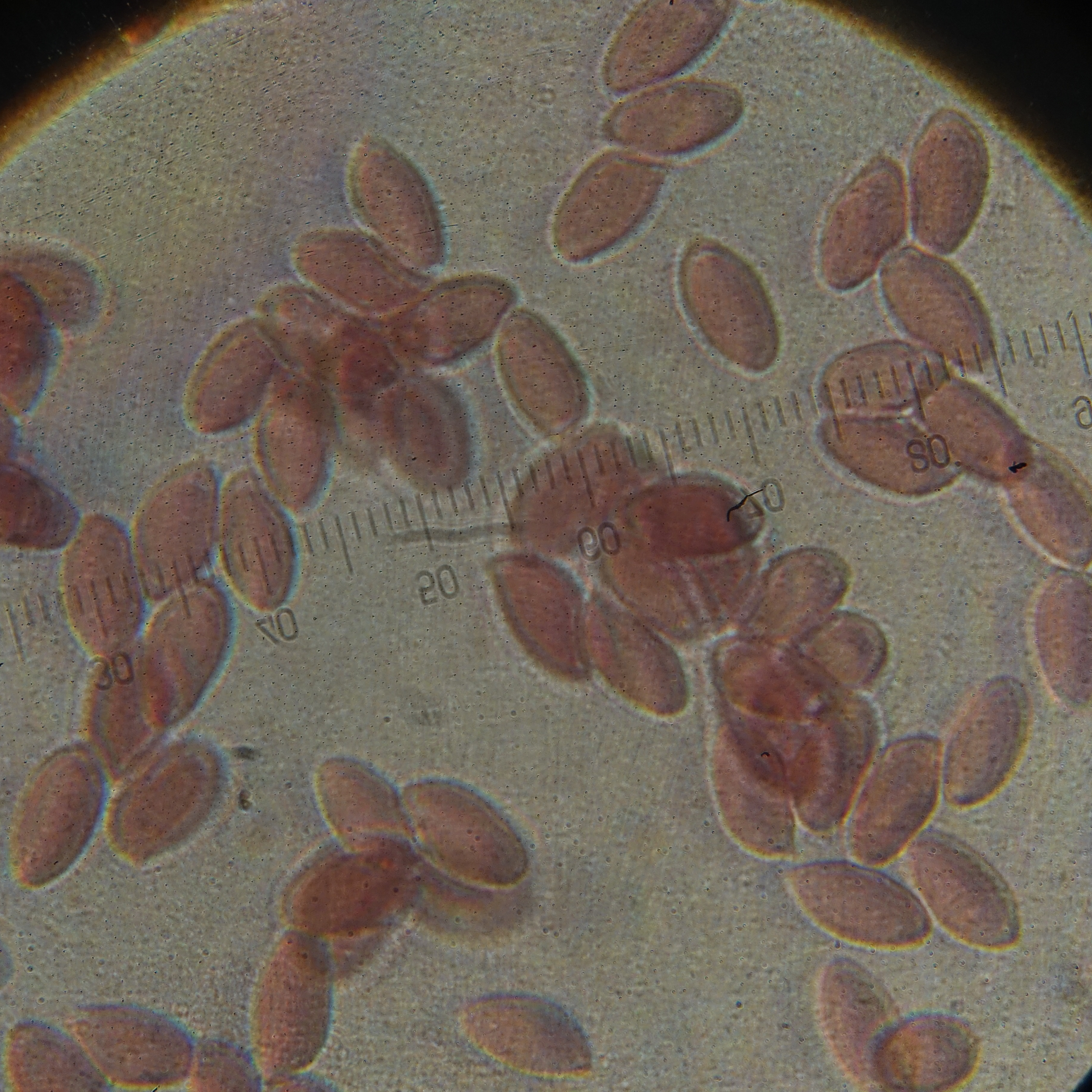
Sporen
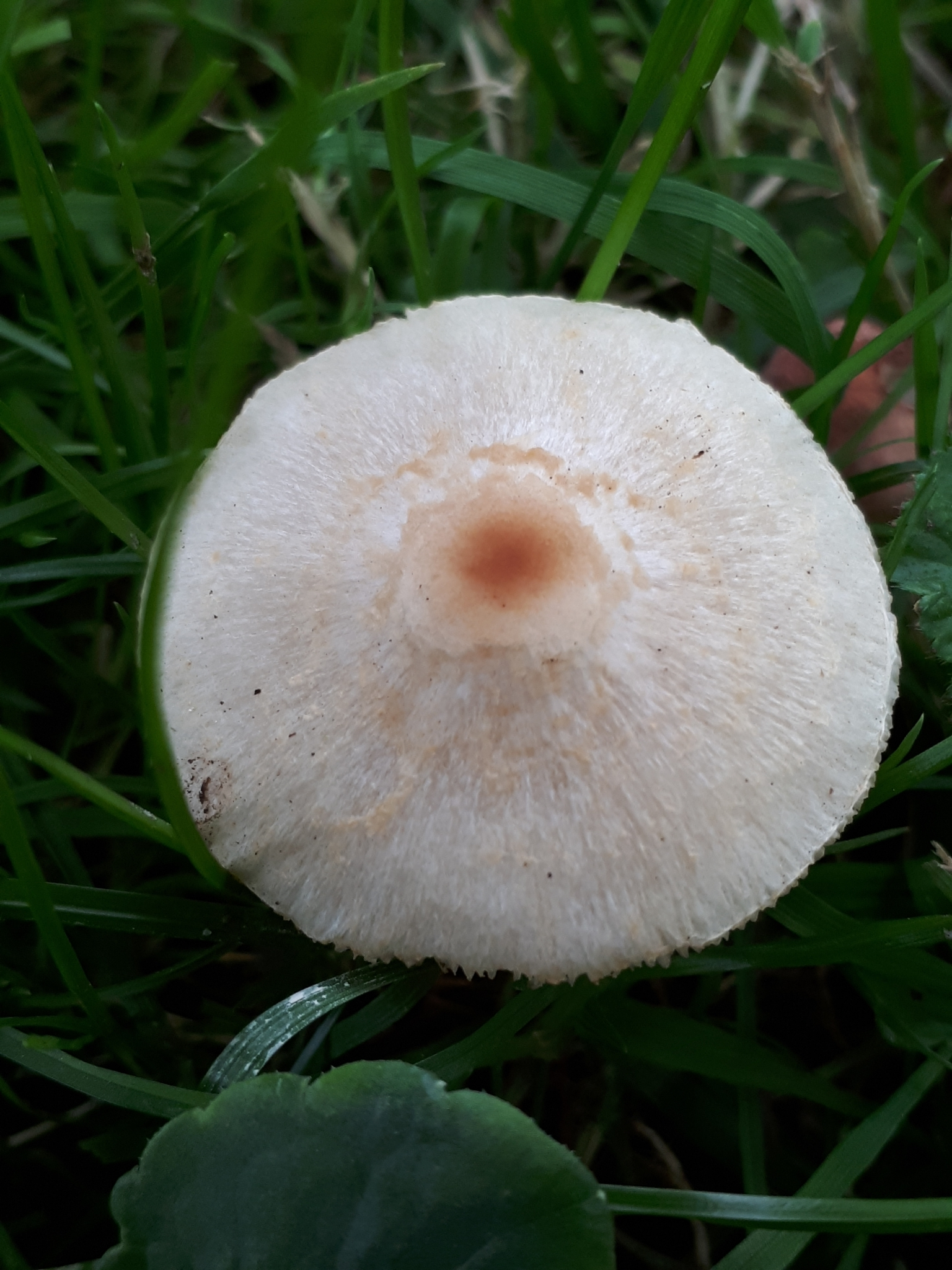